# Imperio bizantino bajo la dinastía de Nicéforo
El dominio de la dinastía de Nicéforo sobre el Imperio bizantino empezó después de la deposición de Irene de Atenas; el trono bizantino pasó al control de una dinastía corta, nombrada por su fundador, Nicéforo I. El imperio se encontraba en una posición más débil y precaria de lo que había estado durante mucho tiempo y sus finanzas eran problemáticas.
Durante esta época, Bizancio estuvo casi continuamente en guerra en dos fronteras que agotaron sus recursos y, como muchos de sus predecesores, Nicéforo (802-811) murió mientras hacía campaña contra los búlgaros en el norte. Además, la influencia de Bizancio continuó decayendo en Occidente con la coronación de Carlomagno como emperador del Sacro Imperio Romano Germánico por el Papa León III en la antigua basílica de San Pedro en Roma en el año 800 y el establecimiento del Imperio Carolingio; reivindicando la monarquía romana universal.

## Nicéforo I
Nicéforo I había sido ministro de finanzas del imperio y, tras la destitución de Irene, se embarcó inmediatamente en una serie de reformas fiscales. Sus reformas administrativas incluyeron la reorganización de los themas. Sobrevivió a una guerra civil en 803 y, como la mayoría de los emperadores bizantinos, se encontró en guerra en tres frentes. Sufrió una gran derrota en la batalla de Krasos en Frigia en 805 y murió en la Batalla de Pliska contra los búlgaros.

## Los sucesores de Nicéforo
Nicéforo fue sucedido por su hijo y coemperador, Estauracio. Sin embargo, resultó gravemente herido en la misma batalla en la que murió su padre y, después de mucha controversia sobre la sucesión, fue persuadido a abdicar ese mismo año por el marido de su hermana Procopia, Miguel I Rangabé, quien lo sucedió. .
Miguel I buscó soluciones más diplomáticas que militares. Sin embargo, se enfrentó al Kan Krum , el mismo que se cobró la vida de sus dos predecesores, y también fue derrotado, debilitando gravemente su posición. Consciente de una probable revuelta, decidió abdicar dado el espantoso destino de tantos emperadores derrocados anteriores, poniendo fin a la breve dinastía de Nicéforo.